# Filet mignon

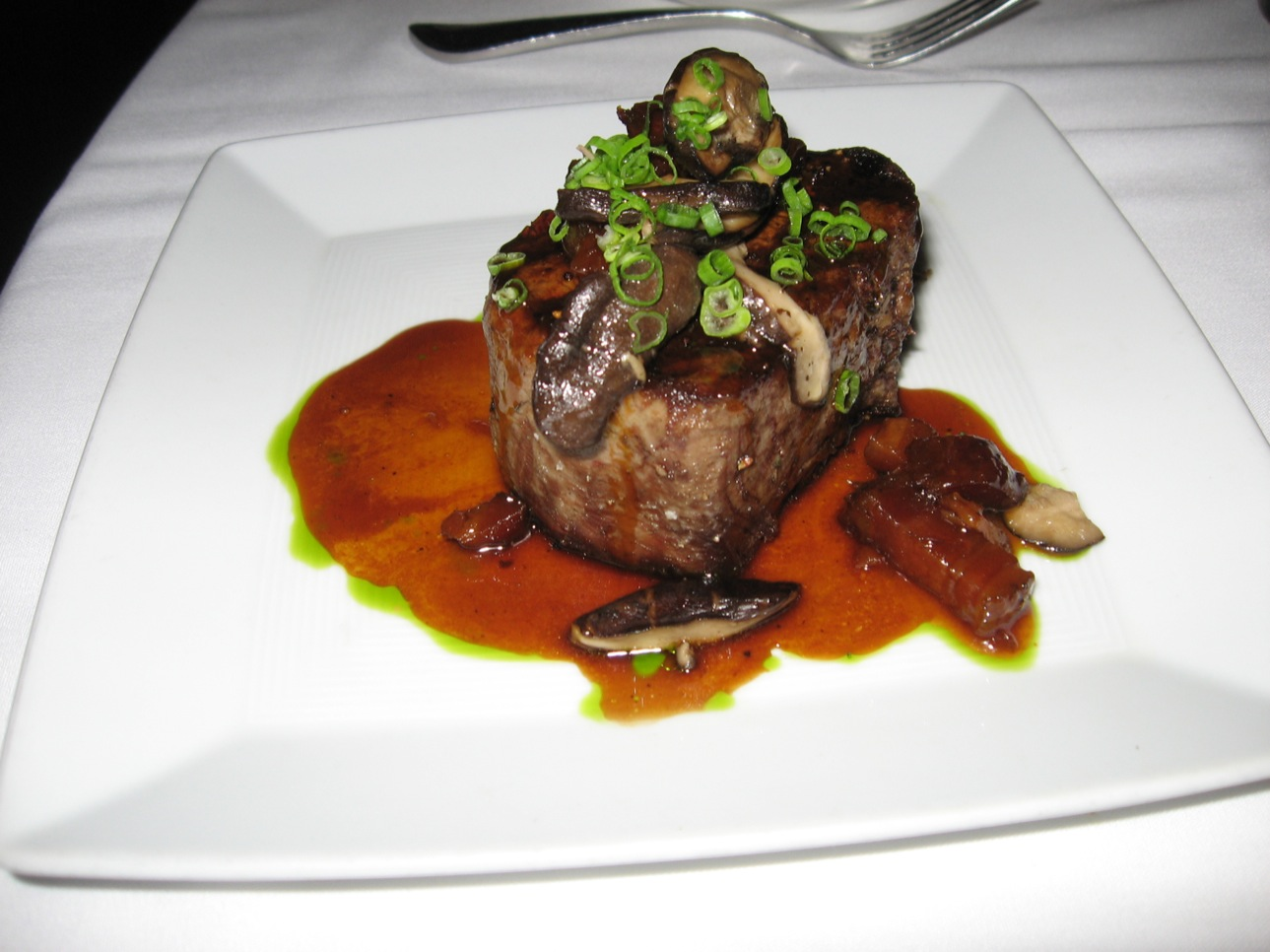
Filet mignon.

Filet mignon (Franska för "delikat biff” eller "läcker filé"), på svenska oftast stavat filé Mignon, är en bit nötkött, tagen ur den mindre änden av oxfilén, hos antingen en stut eller kviga. På franska kallas det filet de boeuf; filet mignon, och hittas den på en meny i Frankrike refererar den oftast till fläskkött snarare än nötkött.
Filet mignon är ett dyrare alternativ till oxfilé.